# Варен, Бернхард
Бернхард Варен (Бернхардус Варениус, нем. Bernhard Varen, лат. Bernhardus Varenius; Хитцаккер на Эльбе, 1622 — Лейден, 1650/1651) — доктор медицины, голландский географ немецкого происхождения. Выделил географию из системы европейских знаний в отдельную науку, определив в общем виде её цель, задачи, методы исследований и область применения. По мнению ряда географов — основоположник современной географии как научной дисциплины.
Варениус | Varenius — латинизированное написание голландского имени, с течением времени закреплённое в традиционном русском языке. Иногда встречается также и написание Варений.

## Биография
Бернхард Варен родился в 1622 в небольшом немецком городе Хитцаккер на реке Эльбе, провинция Ганновер, сегодня — Южная Саксония.
Его отцом был Генрих Варен | Heinrich Varen (1595—1635), придворный священник герцога Брауншвейг-Люнебургского. Мать Анна Фредер | Anna Freder скончалась в 1623, оставив младенца на руках отца. Бернхарду было 13 лет, когда в 1635 умер и его отец.
Старший брат Брудер Август Варен | Bruder August Varen (1620—1684) стал профессором, а затем и ректором университета в Ростоке.
После смерти отца Бернхард Варен отправился в Гамбург, где в 1640—1642 учился в гимназии Йоахима Юнгиуса (1587—1657). В гимназии Юнгиус старался воспитывать в учащихся привычку к тщательному наблюдению и возможной математической точности излагаемого материала.
В 1643—1645 Варен практиковался в математике и медицине в университете Кёнигсберга в Восточной Пруссии. В 1649 он переехал в Лейден, где защитил докторскую степень по медицине. В том же году он поселился в Амстердаме — столице Нидерландов, где открыл медицинскую практику.
Географические открытия голландских мореплавателей привлекли внимание Варена к географии. Систематизировав более ранние работы, Варен издал в типографии Эльзевиров две свои книги:
- 1649 — «Описание Японии» (Descriptio Regni Japoniae). Работа включала в себя переложение более ранних сочинений, посвящённых не столько Японии, сколько Юго-Восточной Азии, касающихся в большей степени не географии, а культуры и религии. Этот трактат, тем не менее, иногда рассматривают в качестве работы по региональной географии на основе имевшихся письменных источников и рассказов миссионеров и купцов.
- 1650 — «Всеобщая география» (Geographia Generalis). Книга представляет собой общее научное систематизированное описание земного шара, составленное на основе имевшихся на тот момент данных. Особое внимание Варен уделял так называемой «математической географии»: расчёту расстояний на земной поверхности, построению карт, определению координат для цели навигации и другому.

Успел ли Бернхард Варен увидеть труд, который прославил его имя — неизвестно. По некоторым сведениям автор «Всеобщей географии» жил в крайней бедности и скончался в Лейдене в возрасте около 30 лет в 1650 / 1651 от туберкулёза — весьма распространённой в то время болезни. Также возможно, что силы Варена были надорваны в результате кропотливой работы над научным трактатом, вобравшим в себя колоссальное количество фактических сведений, которые потребовали проверки и систематизации. Начиная с первого издания «Всеобщая география» стала классическим трудом по географии и в значительной степени повлияла на внутреннюю структуру и методологию географии как науки. Уже современники признавали высокую значимость трактата и отдавали должное таланту автора. Поздние географы подтвердили это мнение.
«Всеобщая география» Варена была издана Эльзевирами трижды: в 1650, 1664 и 1671 годах. Книга долгое время являлась в Европе одной из важнейших работ по физической географии и в течение XVIII века была переведена на ряд европейских языков. На Британских островах Исаак Ньютон читал курс географии по книге Варена и дважды издал её в Англии в своей редакции.
Русский перевод книги Варена «Всеобщая география» издан в 1718 в Москве по прямому указанию российского императора Петра I и использовался как классический учебник и справочное пособие по географии мира. Первыми пользователями книги были как сам русский царь, так и преподаватели и учащиеся «Навигацкой школы» в Москве, которая размещалась в Сухаревой башне.
Будучи приверженцем механистичных философских взглядов, Варен рассматривал земной шар как жилище человека и стремился дать его максимально точное, научно достоверное описание, а также показать связь между отдельными явлениями природы в их географическом распространении: изменение природных поясов с широтой и другое.
В своем труде Варен в Первой части рассматривал географическое положение, размеры и конфигурацию описываемой страны; рельеф, гидрографию и характер растительности; давал характеристику природных условий с точки зрения ведения сельского хозяйства; описывал полезные ископаемые и их разработки; дал картину животного мира. Во Второй части приводилась характеристика населения с подробными демографическими данными; описывались основные занятия жителей, их «доходы и рукоделия, в которых упражняются жители, купечество, товары, которые посылает оная страна в иные земли». Варен выделял особенности в культуре и быте описываемых народов, а также давал основные сведения политического характера описываемых стран.